# Sediarios pontificios

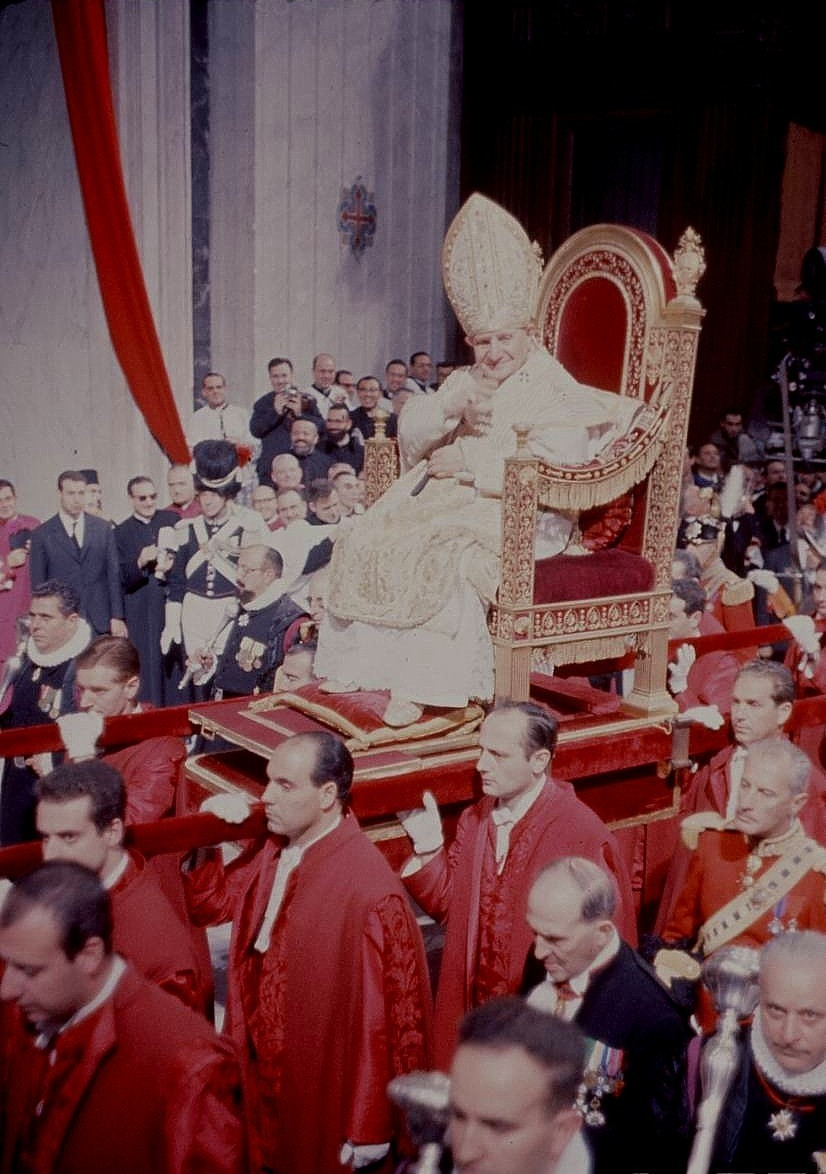
Fotografía de Juan XXIII siendo transportado por sediarios pontificios en la plaza de San Pedro (1962)

Los sediarios pontificios son un grupo de personas que tradicionalmente están al servicio del papa. Los sediarios, vestidos de gala, eran en tiempos los hombres a quienes se concedía el honor de llevar el trono del pontífice a hombros por las celebraciones litúrgicas.
El oficio de sediario es un oficio antiguo en la Santa Sede; desde el siglo XIV se tiene noticia del mismo.